# Internationale Cricket-Saison 1975/76
Die internationale Cricket-Saison 1975/76 fand zwischen November 1975 und März 1976 statt. Als Wintersaison wurden vorwiegend Heimspiele der Mannschaften aus Südasien, der Karibik und Ozeanien ausgetragen.

## Überblick

### Internationale Touren
| Beginn            | Heimteam    | Auswärtsteam | Resultate | Resultate | Artikel |
| Beginn            | Heimteam    | Auswärtsteam | Test      | ODI       | Artikel |
| ----------------- | ----------- | ------------ | --------- | --------- | ------- |
| 28. November 1975 | Australien  | West Indies  | 5–1 [6]   | 1–0 [1]   | Artikel |
| 24. Januar 1976   | Neuseeland  | Indien       | 1–1 [3]   | 2–0 [2]   | Artikel |
| 10. März 1976     | West Indies | Indien       | 2–1 [4]   |           | Artikel |

### Internationale Touren (Frauen)
| Beginn      | Heimteam    | Auswärtsteam | Resultate | Artikel |
| Beginn      | Heimteam    | Auswärtsteam | WTest     | Artikel |
| ----------- | ----------- | ------------ | --------- | ------- |
| 5. Mai 1976 | West Indies | Australien   | 0–0 [2]   | Artikel |

## Nationale Meisterschaften
Aufgeführt sind die nationalen Meisterschaften der Full Member des ICC.
| Land                                | First-Class                 | List A                                          |
| ----------------------------------- | --------------------------- | ----------------------------------------------- |
| Australien                          | Sheffield Shield 1975/76    | Gillette Cup 1975/76                            |
| Indien                              | Ranji Trophy 1975/76        |                                                 |
| Duleep Trophy 1975/76               | Deodhar Trophy 1975/76      |                                                 |
| Irani Trophy 1975/76                |                             |                                                 |
| Neuseeland                          | Shell Trophy 1975/76        | New Zealand Motor Corporation Knock-Out 1975/76 |
| Pakistan                            | Quaid-e-Azam Trophy 1975/76 |                                                 |
| Pentangular Trophy 1975/76          |                             |                                                 |
| BCCP Patron’s Trophy 1975/76        |                             |                                                 |
| Südafrika                           | Currie Cup 1975/76          | Gillette Cup 1975/76                            |
| SFW Trophy 1975/76                  |                             |                                                 |
| SACBOC Representative Match 1975/76 |                             |                                                 |
| West Indies                         | Shell Shield 1975/76        | Gillette Cup 1975/76                            |